# Sargent Shriver
Robert Sargent Shriver ml., známý jen jako „Sargent“ (* 9. listopadu 1915, Westminster, Maryland, USA – 18. ledna 2011) byl americký demokratický politik a aktivista. Sňatkem s Eunice Kennedyovou Shriverovou se stal členem kennedyovské rodiny.

## Profesní kariéra

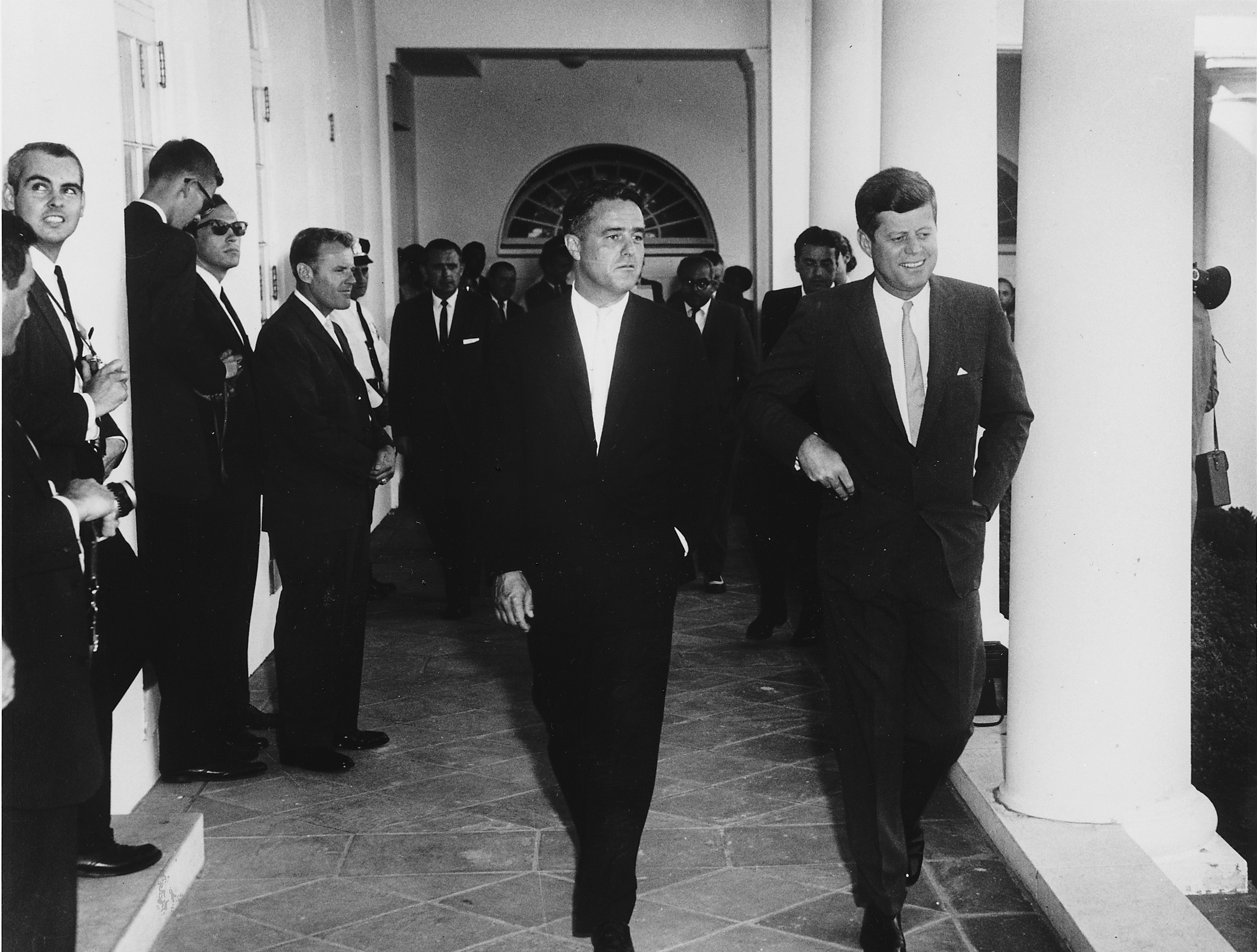
Společně s Johnem Kennedym v Bílém domě, 1961.

Narodil se do rodiny Roberta Sargenta Shrivera staršího a Hildy Shriverové. Rod má německé předky a jeho historie sahá až k Davidu Shriverovi, který byl jedním ze signatářů marylandské ústavy a listiny práv na marylandském ústavodárném shromáždění v roce 1776.
V březnu 1961 jej prezident John Fitzgerald Kennedy jmenoval prvním ředitelem nově zřízených Mírových sborů, nezávislé federální agentury USA, jejímž posláním je podporovat mír a přátelství ve světě. Tuto funkci vykonával do konce února 1966. V dubnu 1968 se stal americkým velvyslancem ve Francii, kde strávil dva roky služby.
Po rezignaci demokratického kandidáta Thomase Eagletona na úřad viceprezidenta USA byl v prezidentských volbách 1972 nominován na druhý nejvyšší úřad v zemi.